# Großer Preis von Deutschland 1959
Der Große Preis von Deutschland 1959 (offiziell XXI Grosser Preis von Deutschland) fand am 2. August auf der AVUS in Berlin statt und war das sechste Rennen der Automobil-Weltmeisterschaft 1959.

## Bericht

### Hintergrund
Der Große Preis von Deutschland fand 1959 dieses eine Mal auf der AVUS statt, obwohl die Rennstrecke schon damaligen Sicherheitsstandards nicht mehr entsprach und ein Risiko für die Fahrer darstellte. Möglicherweise hatte sich der Veranstalter mehr Zuschauer als im Vorjahr am Nürburgring erhofft, vielleicht aber sollte es eine Solidaritätsbekundung mit der geteilten und isolierten ehemaligen Hauptstadt sein. Das Rennen wurde in zwei Wertungsläufen von jeweils 30 Runden ausgetragen, die zusammengerechnet das Gesamtklassement ergaben. Die Strecke bestand aus zwei langen Geraden. Die sogenannte Nordkurve war eine gefährliche Steilkurve, die Südkurve praktisch eine 180-Grad-Wende.
Ferrari war nach einem Rennen Pause, bedingt durch Streiks im Heimatland Italien, wieder dabei und meldete vier Wagen für Tony Brooks, Phil Hill, Dan Gurney und Cliff Allison. Bei B.R.M. pausierte Ron Flockhart für ein Rennen. Das Team trat deshalb nur mit zwei Wagen für Harry Schell und Jo Bonnier an. Bei Lotus fuhr Innes Ireland wieder als Teamkollege von Graham Hill. Alan Stacey erhielt erst wieder beim Saisonfinale ein Cockpit bei Lotus. Weitere Teams waren mit privaten Wagen gemeldet. Das Rob Walker Racing Team fuhr mit zwei Cooper T51. Neben Stammfahrer Maurice Trintignant wechselte Stirling Moss, welcher damit seinen 50. Grand Prix bestritt, zurück zum Team, nachdem er zwei Rennen einen B.R.M. für B.R.P. gefahren hatte. B.R.P. hingegen verpflichtete Hans Herrmann, der das einzige Mal in seiner Karriere einen B.R.M. fuhr. Sowohl für ihn als auch für das Team war es die letzte Rennteilnahme in der Automobilmeisterschaft 1959. Außerdem fuhr Ian Burgess erneut für die Scuderia Centro Sud und Wolfgang Graf Berghe von Trips war für ein zweites Rennen bei Porsche gemeldet, zog die Rennteilnahme aber zurück. Porsche zog sich für den Rest der Saison aus der Formel 1 zurück, Graf Berghe von Trips wechselte am Saisonende wieder zu Ferrari.
Auch Jean Behra, der nach dem Großen Preis von Frankreich bei Ferrari gekündigt wurde, war für den Großen Preis von Deutschland gemeldet. Behra wollte in einem eigens konstruierten Behra-Porsche mit eigenem Team fahren, doch bei einem schweren Unfall in einem Sportwagenrennen des Rahmenprogramms verunglückte Behra tödlich. Auf nasser Rennstrecke drehte er sich und wurde über der Steilkurve aus dem Wagen geschleudert und starb nach dem Zusammenprall mit einem Fahnenmast noch am Unfallort an schweren Kopfverletzungen. Im gleichen Rennen verunglückte auch Fritz d’Orey, dessen Verletzungspause bis zum Großen Preis der USA, dem Saisonfinale, andauerte.
In der Fahrerweltmeisterschaft führte Brabham deutlich vor Brooks und Phil Hill, alle Fahrer hatten noch theoretische Chancen auf den Fahrertitel. Auch die Konstrukteursweltmeisterschaft war noch offen, Cooper hatte jedoch ebenfalls einen großen Vorsprung auf die Konkurrenz.

### Training
Das Training wurde erneut zum Zweikampf zwischen Cooper und Ferrari, den Brooks auf Ferrari gewann; es war die letzte Pole-Position in seiner Karriere. Fast eine Sekunde war er schneller als der Zweitplatzierte Moss auf Cooper. Dritter wurde Gurney im zweiten Ferrari vor den beiden Werks-Cooper von Brabham und Masten Gregory. Damit bewies Cooper, dass sie selbst auf Hochgeschwindigkeitskursen wie der AVUS mit ihrer Mittelmotorkonstruktion auf eine schnelle Runde mit den Frontmotorwagen mithalten konnten, trotz geringerer Leistung und Höchstgeschwindigkeit. 
Phil Hill qualifizierte sich auf den sechsten Platz vor den beiden B.R.M. von Bonnier und Schell, die fünf Sekunden langsamer waren als Brooks. Lotus qualifizierte sich erneut im hinteren Mittelfeld, da man die Weiterentwicklung des Lotus 16 weitestgehend eingestellt hatte und sich auf den neuen Wagen konzentrierte.
Die eigentlich schnellste Zeit des Trainings fuhr Allison auf Ferrari. Weil er jedoch als Ersatzfahrer für das Rennen gemeldet war, verwehrte man ihm den Start von der Pole-Position und setzte ihn auf den vorletzten Startplatz.

### Rennen
Im ersten Wertungslauf übernahm Brooks am Start die Führung vor Gurney, hinter den beiden Ferrari positionierte sich Gregory. Gregory duellierte sich in den ersten Rennrunden mit Gurney und überholte ihn, kurz darauf ging er auch an Brooks vorbei. Für Moss endete das Rennen bereits in der ersten Rennrunde. Sein Wagen hatte wie schon in den ersten Saisonrennen einen technischen Defekt. In Runde zwei schied außerdem Allison aus. Es war der einzige Ausfall eines Ferraris in diesem Rennen. Seine Teamkollegen erreichten alle das Ziel.
In den folgenden Rennrunden entwickelte sich ein spannender Kampf um die Führung mit vielen Positionswechseln an der Spitze. Brooks errang in Runde fünf die Führung zurück und hielt sie bis zur Runde 13. In dieser Zeit fielen beide Lotus-Wagen mit technischen Defekten aus. In Runde 15 stellte der Führende in der Fahrerwertung, Brabham, seinen Wagen mit defekter Kupplung ab, was Ferrari und Brooks die Chance bot, in der Automobilweltmeisterschaft an ihn und Cooper näher heranzukommen. An der Spitze des Feldes kämpften Brooks und Gurney um die Führung, die innerhalb weniger Runden viermal zwischen diesen beiden Fahrern wechselte. Aber auch Gregory war in Schlagdistanz und führte in Runde 23, als ein Motorschaden an seinem Wagen ihn zur Aufgabe zwang. Es war das letzte Mal in seiner Karriere, dass er einen Grand Prix anführte, für Gurney hingegen das erste Mal. Brooks beendete den Wertungslauf als Sieger, die Podiumsplatzierungen komplettierten seine Teamkollegen Gurney und Phil Hill, McLaren wurde Vierter.
Beim zweiten Wertungslauf traten die verbliebenen neun Fahrzeuge an, die ersten Runden waren ein ausgeglichener Kampf verschiedener Teams. McLaren lag nach dem Start kurzzeitig auf dem ersten Platz, wurde aber noch in der ersten Runde nach dem Neustart von Phil Hill überholt, später fiel er hinter Bonnier, Brooks und Gurney zurück. In der 35. Runde ereignete sich ein schwerer Unfall in der Südkurve, bei dem der B.R.M. von Herrmann in die Strohballen prallte, sich überschlug und Herrmann aus dem Wagen geschleudert wurde. Unfallursache war ein gerissener Bremsschlauch. Herrmann überlebte den Unfall mit leichten Verletzungen. Das Foto des sich überschlagenden Wagens und Herrmanns, der auf dem Asphalt als zusammengeducktes Bündel dahinrollt und dem Wagen hinterherschaut, wurde in den folgenden Jahrzehnten ein Sinnbild dafür, wie gefährlich der Motorsport zu dieser Zeit war.
In Runde 37 schied McLaren und damit der letzte Werks-Cooper mit Defekt aus und Bonnier fiel einige Plätze zurück. Somit entschieden die drei führenden Ferrari-Fahrer Brooks, Phil Hill und Gurney den Sieg unter sich. Fünf Mal überholten sich Brooks und Phil Hill auf Position eins liegend, dann übernahm in Runde 41 Gurney die Führung. In der nächsten Runde war Brooks wieder vorn, anschließend erneut Gurney. Dann war Phil Hill wieder auf Siegkurs, bis ihn Brooks erneut überholte. Phil Hill konterte in Runde 48 und wurde zwei Runden später von Gurney überholt. Wieder zwei Runden später ging Brooks in Führung und verteidigte sie bis zum Rennende. Das war Brooks sechster und letzter Sieg seiner Karriere, außerdem waren es die letzten Führungskilometer. Da er auch die schnellste Rennrunde fuhr, gelang ihm bei diesem Grand Prix ein Triple. Für Ferrari war es der zweite Saisonsieg. Sie zogen damit mit Cooper gleich, die ebenfalls zweimal gewonnen hatten. Die Podiumsplatzierungen komplettierten Gurney auf Platz zwei und Phil Hill auf dem dritten Platz. Für Gurney war es erstmals in seiner Karriere ein Platz auf dem Podium der ersten drei, und es waren die ersten Punkte in der Fahrerweltmeisterschaft. Vierter wurde Trintignant auf Cooper, Bonnier kam mit zwei Runden Rückstand auf dem fünften Platz ins Ziel. Burgess wurde mit vier Runden Rückstand noch als Sechster gewertet, Schell mit elf Runden Rückstand als Siebter. Keine weiteren Fahrer erreichten das Ziel.
In der Fahrerwertung verlor Brabham einen Großteil seines Vorsprungs und führte nach dem Rennen nur noch mit vier Punkten vor seinem Kontrahenten Brooks. Phil Hill blieb weiterhin auf dem dritten Rang, Bonnier und Trintignant verbesserten sich um einige Positionen auf die Plätze vier und fünf. Weiterhin hatten noch alle Fahrer theoretische Chancen auf den Fahrertitel. In der Konstrukteurswertung verringerte Ferrari den Abstand auf Cooper auf fünf Punkte, lediglich die beiden Teams und B.R.M. hatten noch Chancen auf den Titel.
Wegen der mangelhaften Sicherheitsstandards und der schweren Unfälle des Rennwochenendes fand nie wieder ein Formel-1-Rennen auf der AVUS statt. Der Große Preis von Deutschland wurde in den folgenden Jahren auf dem Nürburgring ausgetragen, mit einjähriger Pause auch wieder als Lauf der Automobilweltmeisterschaft.

## Meldeliste
| Team                       | Nr. | Fahrer                         | Chassis            | Motor           | Reifen |
| -------------------------- | --- | ------------------------------ | ------------------ | --------------- | ------ |
| Cooper Car Company         | 01  | Jack Brabham                   | Cooper T51         | Climax 2.5 L4   | D      |
| Cooper Car Company         | 02  | Bruce McLaren                  | Cooper T51         | Climax 2.5 L4   | D      |
| Cooper Car Company         | 03  | Masten Gregory                 | Cooper T51         | Climax 2.5 L4   | D      |
| Scuderia Ferrari           | 04  | Tony Brooks                    | Ferrari Dino 246F1 | Ferrari 2.4 V6  | D      |
| Scuderia Ferrari           | 05  | Phil Hill                      | Ferrari Dino 246F1 | Ferrari 2.4 V6  | D      |
| Scuderia Ferrari           | 06  | Dan Gurney                     | Ferrari Dino 246F1 | Ferrari 2.4 V6  | D      |
| Scuderia Ferrari           | 17  | Cliff Allison                  | Ferrari Dino 246F1 | Ferrari 2.4 V6  | D      |
| Rob Walker Racing Team     | 07  | Stirling Moss                  | Cooper T51         | Climax 2.5 L4   | D      |
| Rob Walker Racing Team     | 08  | Maurice Trintignant            | Cooper T51         | Climax 2.5 L4   | D      |
| Owen Racing Organisation   | 09  | Jo Bonnier                     | BRM P25            | BRM 2.5 L4      | D      |
| Owen Racing Organisation   | 10  | Harry Schell                   | BRM P25            | BRM 2.5 L4      | D      |
| British Racing Partnership | 11  | Hans Herrmann                  | BRM P25            | BRM 2.5 L4      | D      |
| Jean Behra                 | 11  | Jean Behra                     | Behra-Porsche      | Porsche 1.5 B4  | D      |
| Dr. Ing. F. Porsche KG     | 12  | Wolfgang Graf Berghe von Trips | Porsche 718        | Porsche 1.5 B4  | D      |
| Team Lotus                 | 15  | Innes Ireland                  | Lotus 16           | Climax 2.5 L4   | D      |
| Team Lotus                 | 16  | Graham Hill                    | Lotus 16           | Climax 2.5 L4   | D      |
| Scuderia Centro Sud        | 22  | Ian Burgess                    | Cooper T51         | Maserati 2.5 L4 | D      |

## Klassifikationen

### Startaufstellung
| Pos. | Fahrer              | Konstrukteur    | Zeit   | Ø-Geschwindigkeit | Start |
| ---- | ------------------- | --------------- | ------ | ----------------- | ----- |
| 01   | Tony Brooks         | Ferrari         | 2:05,9 | 237,33 km/h       | 01    |
| 02   | Stirling Moss       | Cooper-Climax   | 2:06,8 | 235,65 km/h       | 02    |
| 03   | Dan Gurney          | Ferrari         | 2:07,2 | 234,91 km/h       | 03    |
| 04   | Jack Brabham        | Cooper-Climax   | 2:07,4 | 234,54 km/h       | 04    |
| 05   | Masten Gregory      | Cooper-Climax   | 2:07,6 | 234,17 km/h       | 05    |
| 06   | Phil Hill           | Ferrari         | 2:07,6 | 234,17 km/h       | 06    |
| 07   | Jo Bonnier          | B.R.M.          | 2:10,3 | 229,32 km/h       | 07    |
| 08   | Harry Schell        | B.R.M.          | 2:10,3 | 229,32 km/h       | 08    |
| 09   | Bruce McLaren       | Cooper-Climax   | 2:10,4 | 229,14 km/h       | 09    |
| 10   | Graham Hill         | Lotus-Climax    | 2:10,8 | 228,44 km/h       | 10    |
| 11   | Hans Herrmann       | B.R.M.          | 2:11,4 | 227,40 km/h       | 11    |
| 12   | Maurice Trintignant | Cooper-Climax   | 2:12,7 | 225,17 km/h       | 12    |
| 13   | Innes Ireland       | Lotus-Climax    | 2:14,6 | 221,99 km/h       | 13    |
| 14   | Cliff Allison       | Ferrari         | 2:05,8 | 237,52 km/h       | 14    |
| 15   | Ian Burgess         | Cooper-Maserati | 2:18,9 | 215,12 km/h       | 15    |

### Rennen
| Pos. | Fahrer                         | Konstrukteur    | Runden | Stopps | Zeit        | Start | Schnellste Runde |
| ---- | ------------------------------ | --------------- | ------ | ------ | ----------- | ----- | ---------------- |
| 01   | Tony Brooks                    | Ferrari         | 60     |        | 2:09:31,6   | 01    | 2:04,5           |
| 02   | Dan Gurney                     | Ferrari         | 60     |        | + 2,9       | 03    | 2:04,8           |
| 03   | Phil Hill                      | Ferrari         | 60     |        | + 2:05,3    | 06    | 2:05,3           |
| 04   | Maurice Trintignant            | Cooper-Climax   | 59     |        | + 1 Runde   | 12    | 2:05,9           |
| 05   | Jo Bonnier                     | B.R.M.          | 58     |        | + 2 Runden  | 07    | 2:07,7           |
| 06   | Ian Burgess                    | Cooper-Maserati | 56     |        | + 4 Runden  | 15    | 2:13,4           |
| 07   | Harry Schell                   | B.R.M.          | 49     |        | + 11 Runden | 08    | 2:07,1           |
| –    | Bruce McLaren                  | Cooper-Climax   | 37     |        | DNF         | 09    | 2:05,8           |
| –    | Hans Herrmann                  | B.R.M.          | 35     |        | DNF         | 11    | 2:09,9           |
| –    | Masten Gregory                 | Cooper-Climax   | 23     |        | DNF         | 05    | 2:04,6           |
| –    | Jack Brabham                   | Cooper-Climax   | 15     |        | DNF         | 04    | 2:06,8           |
| –    | Graham Hill                    | Lotus-Climax    | 10     |        | DNF         | 10    | 2:10,4           |
| –    | Innes Ireland                  | Lotus-Climax    | 7      |        | DNF         | 13    | 2:22,6           |
| –    | Cliff Allison                  | Ferrari         | 2      |        | DNF         | 14    | 2:12,0           |
| –    | Stirling Moss                  | Cooper-Climax   | 1      |        | DNF         | 02    | 2:19,0           |
| DNS  | Jean Behra                     | Porsche         | –      | –      | –           | –     | –                |
| DNS  | Wolfgang Graf Berghe von Trips | Porsche         | –      | –      | –           | –     | –                |

## WM-Stände nach dem Rennen
Die ersten fünf des Rennens bekamen 8, 6, 4, 3, 2 Punkte. Der Fahrer mit der schnellsten Rennrunde erhielt zusätzlich 1 Punkt. Es zählten nur die fünf besten Ergebnisse aus acht Rennen. Streichresultate sind in Klammern gesetzt.

### Fahrerwertung
| Pos. | Fahrer              | Konstrukteur         | Punkte |
| ---- | ------------------- | -------------------- | ------ |
| 01   | Jack Brabham        | Cooper-Climax        | 27     |
| 02   | Tony Brooks         | Ferrari / Vanwall    | 23     |
| 03   | Phil Hill           | Ferrari              | 13     |
| 04   | Jo Bonnier          | B.R.M.               | 10     |
| 05   | Maurice Trintignant | Cooper-Climax        | 9      |
| 06   | Stirling Moss       | Cooper-Climax        | 8,5    |
| 07   | Bruce McLaren       | Cooper-Climax        | 8,5    |
| 08   | Rodger Ward         | Watson-Offenhauser   | 8      |
| 09   | Dan Gurney          | Ferrari              | 6      |
| 10   | Jim Rathmann        | Watson-Offenhauser   | 6      |
| 11   | Johnny Thomson      | Lesovsky-Offenhauser | 5      |
| 12   | Masten Gregory      | Cooper-Climax        | 4      |
| 13   | Tony Bettenhausen   | Eppery-Offenhauser   | 3      |
| 14   | Innes Ireland       | Lotus-Climax         | 3      |
| 15   | Olivier Gendebien   | Ferrari              | 3      |
| 16   | Harry Schell        | B.R.M.               | 3      |
| 17   | Paul Goldsmith      | Eppery-Offenhauser   | 2      |
| 18   | Jean Behra †        | Ferrari              | 2      |
| 19   | Ron Flockhart       | B.R.M.               | 0      |
| 20   | Alan Stacey         | Lotus-Climax         | 0      |

| Pos. | Fahrer                         | Konstrukteur                   | Punkte |
| ---- | ------------------------------ | ------------------------------ | ------ |
| 21   | Roy Salvadori                  | Cooper-Maserati / Aston Martin | 0      |
| 22   | Ian Burgess                    | Cooper-Maserati                | 0      |
| 23   | Giorgio Scarlatti              | Maserati                       | 0      |
| 24   | Graham Hill                    | Lotus-Climax                   | 0      |
| 25   | Carel Godin de Beaufort        | Porsche / Maserati             | 0      |
| 26   | Fritz d’Orey                   | Maserati                       | 0      |
| 27   | Chris Bristow                  | Cooper-Borward                 | 0      |
| 28   | Henry Taylor                   | Cooper-Climax                  | 0      |
| 29   | Peter Ashdown                  | Cooper-Climax                  | 0      |
| 30   | Ivor Bueb                      | Cooper-Borward                 | 0      |
| 31   | Cliff Allison                  | Ferrari                        | 0      |
| –    | Wolfgang Graf Berghe von Trips | Porsche                        | 0      |
| –    | Bruce Halford                  | Lotus-Climax                   | 0      |
| –    | Carroll Shelby                 | Aston Martin                   | 0      |
| –    | Colin Davis                    | Cooper-Maserati                | 0      |
| –    | Jack Fairman                   | Cooper-Climax                  | 0      |
| –    | Hans Herrmann                  | B.R.M.                         | 0      |
| –    | David Piper                    | Lotus-Climax                   | 0      |
| –    | Brian Naylor                   | JBW-Maserati                   | 0      |

### Konstrukteurswertung
- Es zählten nur die fünf besten Ergebnisse aus acht Rennen. Streichresultate sind in Klammern gesetzt.
- Es zählte nur das Ergebnis des bestplatzierten Fahrzeugs eines Konstrukteurs.
- Beim Indianapolis 5 wurden keine Konstrukteurspunkte vergeben.

| Pos. | Konstrukteur  | Punkte |
| ---- | ------------- | ------ |
| 01   | Cooper-Climax | 29     |
| 02   | Ferrari       | 24     |
| 03   | B.R.M.        | 16     |
| 04   | Lotus-Climax  | 3      |
| 05   | Maserati      | 0      |

| Pos. | Konstrukteur | Punkte |
| ---- | ------------ | ------ |
| –    | Porsche      | 0      |
| –    | Aston Martin | 0      |
| –    | JBW-Maserati | 0      |
| –    | Vanwall      | 0      |